# Ærkeenglen Gabriel
Ærkeenglen Gabriel tilhører som ærkeengel den højeste kreds af engle omkring Gud. Han anses for Guds Tronengel.
I abrahamitiske religioner: jødedommen, kristendommen og islam kendes ærkeenglen Gabriel, der tjener som et sendebud fra Gud. På basis af to passager i Lukasevangeliet tillægger mange kristne og muslimer Gabriel at have at have forudsagt både Johannes Døberens (Luk. 1,5-25) og Jesu komme (Luk. 1,26-38).
I jødisk tradition er der syv ærkeengle, Biblen nævner kun Gabriel og ærkeenglen Mikael. I islamisk overlevering er ærkeenglen Gabriel det medium, gennem hvem Gud åbenbarede Koranen for Muhammed. Herudover overbragte Gabriel budskab til de fleste profeter (hvis ikke alle) om deres forpligtelser. Som ærkeengel repræsenterer han sandhedens ånd, og i nogle skrifter er han personificeringen af Helligånden. 
Muhammed fik ifølge muslimsk tradition en åbenbaring, idet ærkeenglen Gabriel viste sig for ham og dikterede de første fem vers af sura 96 (al-‘Alaq) i Koranen. En udlægning præsenter en skræmt Muhammed der vender tilbage til sin ægtefælle Khadidja, der førte ham til sin slægtning, den lærde Waraqa ibn Nawfal, der var kristen munk. Han hørte Muhammeds beretning, udlagde den for ham og fortalte ham, at englen, han havde set, var den samme engel, som Gud i sin tid havde sendt til Moses. Få dage efter dette møde døde Waraqa.
I Ka'baens sydøstlige hjørne er indmuret en hellig sort sten, som muslimerne tror, blev skænket til Adam af ærkeenglen Gabriel, og som Abraham senere byggede ind i Ka'baen.[kilde mangler] Denne sten var oprindeligt hvid, men blev med tiden sort på grund af menneskets synder.[kilde mangler]